# Машхоп (Пенсилванија)
Машхоп (енгл. Masthope) насељено је место без административног статуса у америчкој савезној држави Пенсилванија.

## Демографија
По попису из 2010. године број становника је 685.
| Група             | 2000.    | 2010.       |
| Белци             | 0 (0,0%) | 585 (85,4%) |
| Афроамериканци    | 0 (0,0%) | 33 (4,8%)   |
| Азијати           | 0 (0,0%) | 2 (0,3%)    |
| Хиспаноамериканци | 0 (0,0%) | 60 (8,8%)   |
| Укупно            | 0        | 685         |